# Blahodatne (Bolhrad)
Blahodatne  (ucraniano: Благодатне) es un pueblo del Raión de Bolhrad en el Óblast de Odesa de Ucrania. Según el censo de 2001, tiene una población de 38 habitantes.